# Суб'єктивна реальність
Суб'єктивна реальність — це світ психічних станів і процесів, світ свідомості, внутрішній духовно-ідеальний світ людини. Існування суб'єктивної реальності обумовлено свідомістю людини.
Комбінація цієї форми буття дозволяє виділити ще декілька різновидів буття. 'До них відносять:
- буття речей «другої» природи — речей створених працею людину. Наприклад, міста, парки, авто, комп'ютери і т. ін. Своєрідність цієї форми буття полягає в тому, що, знаходячись у об'єктивному світі, «друга» природа опосередкована людським духовно-ідеальним світом, свідомістю й активністю людини;
- буття людини як, водночас, природної і соціальної істоти;
- індивідуалізоване духовне буття — почуття, думки, знання окремої людини.
- соціальне буття окремої людини і буття суспільства у цілому.